# Zgornje Gorje
Zgornje Gorje este o localitate din comuna Gorje, Slovenia, cu o populație de 2.917 locuitori.